# Palazzo Galli Tassi
Palazzo Galli Tassi è un edificio storico di Firenze, situato in via dei Pandolfini 20, con un affaccio anche su borgo degli Albizi 23. Il palazzo appare nell'elenco redatto nel 1901 dalla Direzione Generale delle Antichità e Belle Arti, quale edificio monumentale da considerare patrimonio artistico nazionale ed è sottoposto a vincolo architettonico dal 1914.

## Storia
Eretto sulle preesistenze di varie case corti mercantili trecentesche, il palazzo viene tradizionalmente fatto risalire agli anni in cui risulta di proprietà di Baccio Valori (dal quale una delle denominazioni tradizionali dell'edificio), nel primo quarto del Cinquecento. Dopo la sua morte (1537) la proprietà, confiscata, passò ai Bellacci, ai Capponi e ai Dazzi, fino a che nel 1623 venne acquistata dai Galli Tassi.

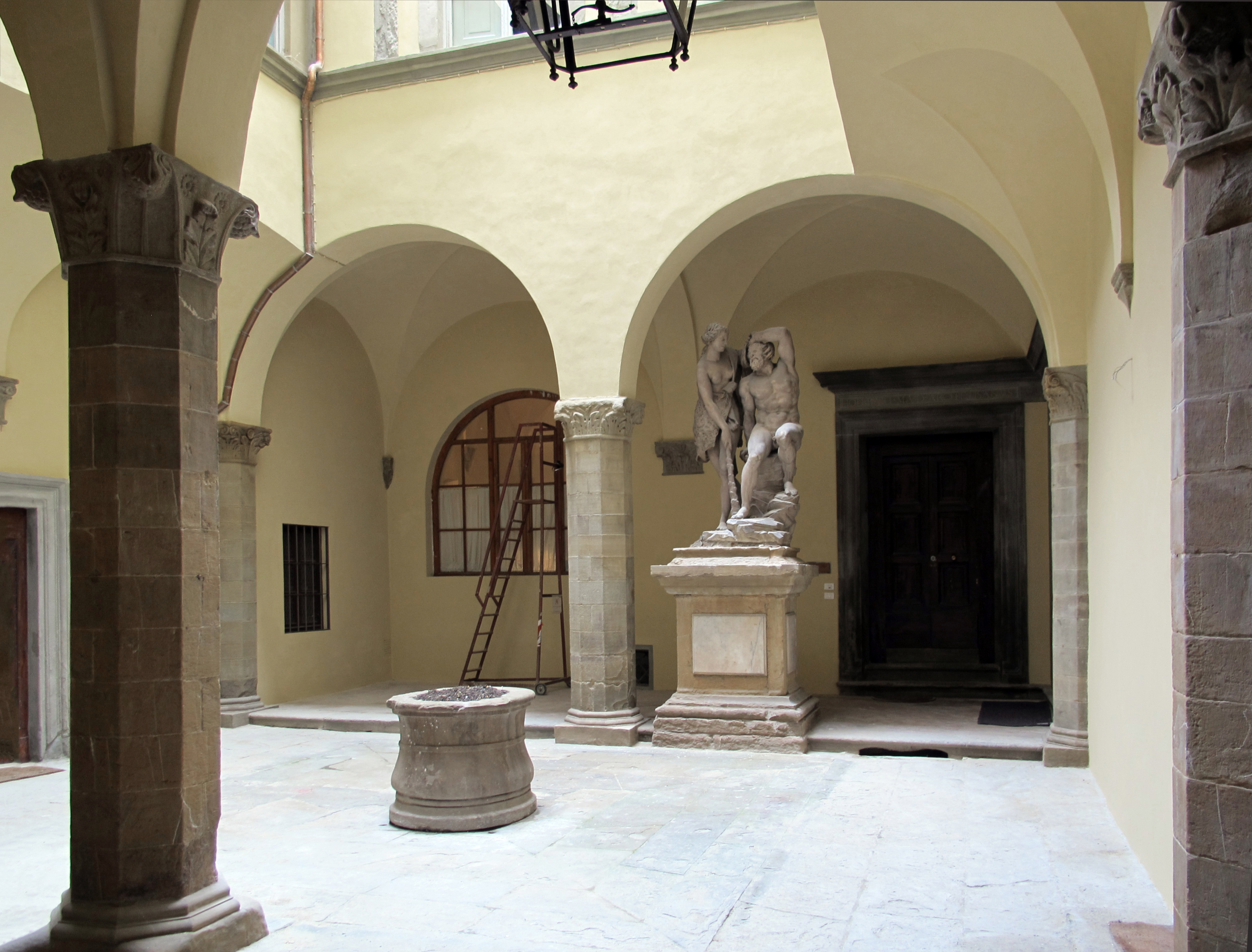
Il cortile

Nel 1630, in previsione delle nozze di Agnolo Galli con Maddalena Carnesecchi (1632) furono intrapresi numerosi lavori di ampliamento e abbellimento degli interni. In particolare Federico Fantozzi riferisce di interventi di ammodernamento condotti nel 1645 da Gherardo Silvani (ma su base documentaria Francesca Parrini riconduce anche questi al cantiere del 1630-1633), al quale si devono tra l'altro le finestre inginocchiate del piano terreno: lo stato dell'edificio determinato da tali lavori è documentato da un cabreo datato al 1753, con la veduta assonometrica del palazzo assieme ad altre proprietà su via delle Seggiole, pubblicato da Gian Luigi Maffei.

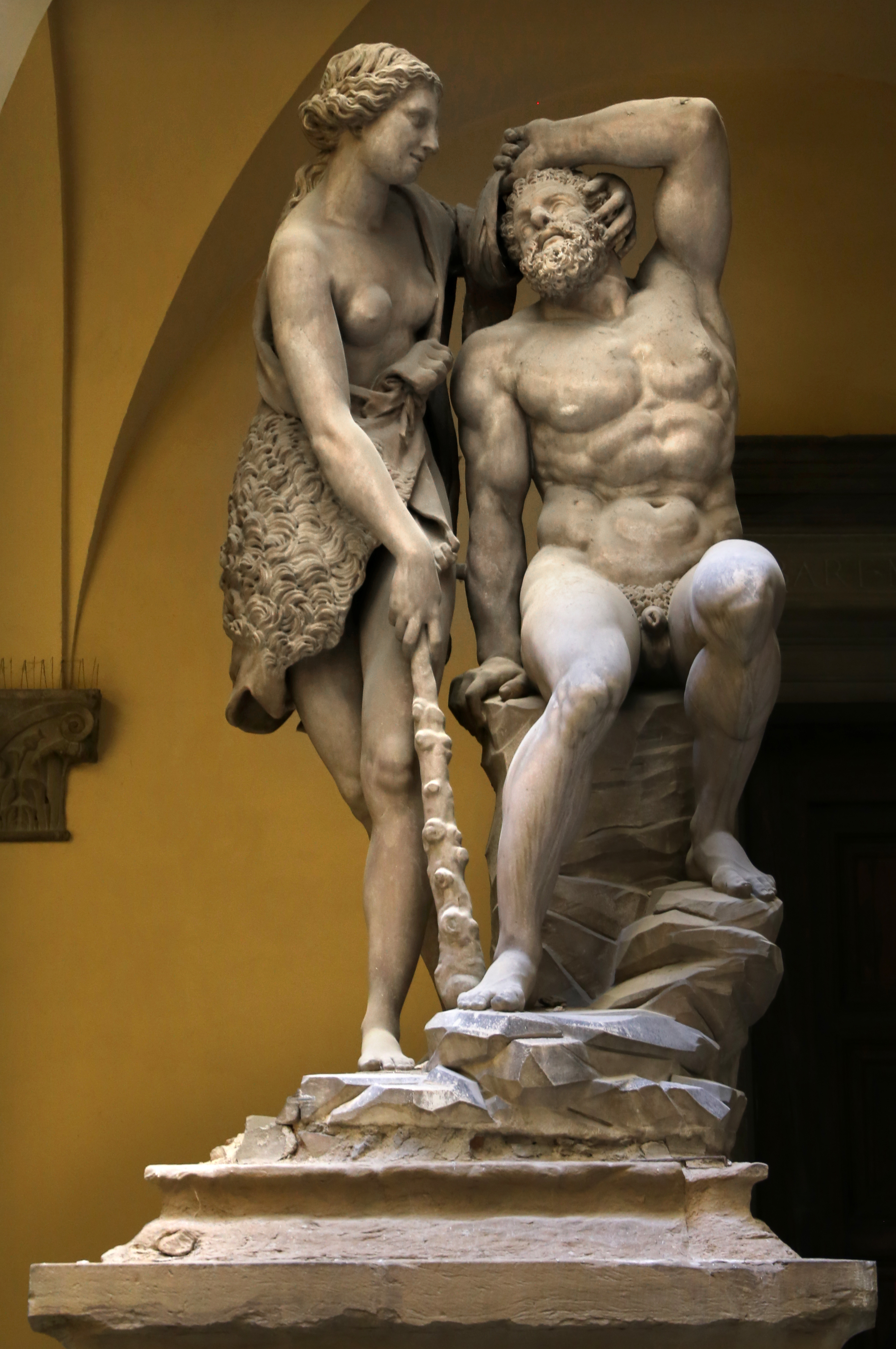
Domenico Pieratti, Ercole e Jole

All'intervento del Silvani sarebbero seguiti i più tardi lavori condotti da Gasparo Maria Paoletti tra il 1762 e il 1763, periodo al quale risale l'imponente scalone neoclassico a due rampe. La situazione negli ultimi anni di proprietà Galli Tassi è attestata da una serie di piante, prospetti e sezioni sempre conservati nell'Archivio di Stato di Firenze e resi noti da Piero Roselli e da Gian Luigi Maffei. Alla morte dell'ultimo membro di questo ramo della casata, il conte Angiolo Galli Tassi (1792-1863, ben noto come benefattore dell'ospedale di Santa Maria Nuova), la proprietà passò per lascito testamentario agli Ospedali della Toscana.
Negli anni di Firenze Capitale (1865-1871) il palazzo e gli edifici confinanti già dei Galli Tassi (in via de' Pandolfini 18 e borgo degli Albizi 23) furono affittati per essere adibiti a sede del Ministero dell'agricoltura, dell'industria e del commercio: il generale stato di abbandono delle proprietà portò "a molti lavori di risarcimento e di trasformazione" tesi ad aumentare la superficie utile dell'edificio. In particolare, su progetto dell'architetto Paolo Comotto e direzione dei lavori dell'ingegner Francesco Malaspina, il grande salone fu diviso sia in altezza sia in pianta, ricavandone otto stanze, e la terrazza fu chiusa sul fronte di via Pandolfini ricavandone sei stanze. Furono inoltre aperte o chiuse varie finestre e porte e rifatti diversi pavimenti. Con il trasferimento della capitale a Roma il palazzo fu adibito a uffici per la Prefettura e l'Amministrazione Provinciale, fino a che venne acquistato dall'imprenditore napoletano Girolamo Pagliano, noto per essersi fatto promotore della costruzione del teatro attualmente noto come Verdi. Pervenne poi, per via ereditaria, alla famiglia Borgia. 
Al 1925-26 si datano importanti interventi di restauro, compreso quello condotto da Amedeo Benini sui graffiti della facciata. Importanti lavori di modifica interna e di restauro sono stati eseguiti tra il 1990 e il 1994, ma un altro cantiere doveva aver già interessato la fabbrica negli anni settanta, visto che il repertorio di Bargellini e Guarnieri la dice "recentemente restaurata".

## Descrizione

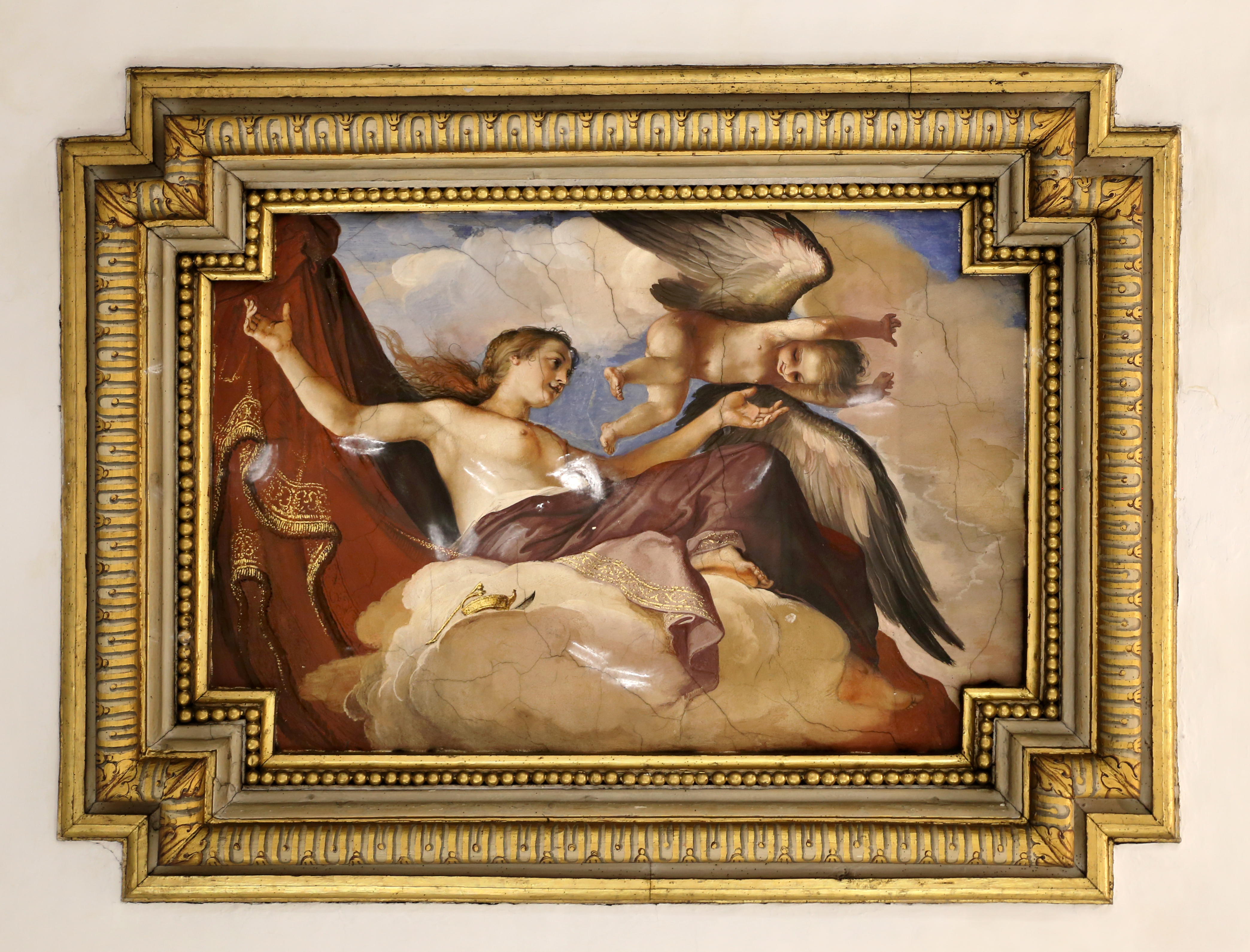
Giovanni da San Giovanni, Amore e Psiche, 1630-1631

La facciata si presenta organizzata su quattro piani e sette assi, con grandi finestre ad arco incorniciate da conci in pietra, chiusa in alto da una altana, come detto ora tamponata e finestrata, nell'insieme del tutto rispondente a quanto documentato dal cabreo del 1753. Sotto il secondo ricorso è lo stemma aquilino dei Valori (di nero, all'aquila al volo abbassato d'argento, seminata di crescente del campo). Per quanto riguarda i graffiti, che caratterizzano l'edificio sia con un disegno a pietre squadrate sia con fasce decorate dove ricorrono iscrizioni e, insistentemente, il tema della vela gonfia di vento attributo della Fortuna, si è ipotizzato (Eleonora Pecchioli), nonostante i molti rimaneggiamenti, che questi possano risalire nella loro formulazione originaria alla fine del Quattrocento o ai primi del Cinquecento, il che porterebbe ad anticipare la datazione della fabbrica rispetto a quanto ipotizzato da tutta la letteratura precedente. 
Nell'interno è da segnalare il bel cortile cinquecentesco con un gruppo marmoreo di Ercole e Iole di Domenico Pieratti (commissionato da Agnolo Galli nel 1629 e terminato nel 1659). All'interno sono presenti tra piano terra e piano nobile gli affreschi di Fabrizio Boschi (Ratto di Cefalo al piano terra, 1631), Giovanni da San Giovanni (Amore e Psiche e due gruppi di Putti, piano nobile, 1630-1631), Ottavio Vannini (Selene e Endimione, piano nobile, 1632), Cosimo Ulivelli (Ritratti dei committenti e di un servitore in finte porte del salone al piano nobile, 1640, già attribuito anche al Volterrano) e le Storie del Pastor fido e gli elementi decorativi di Baccio del Bianco e opere di Francesco Furini e Matteo Rosselli.

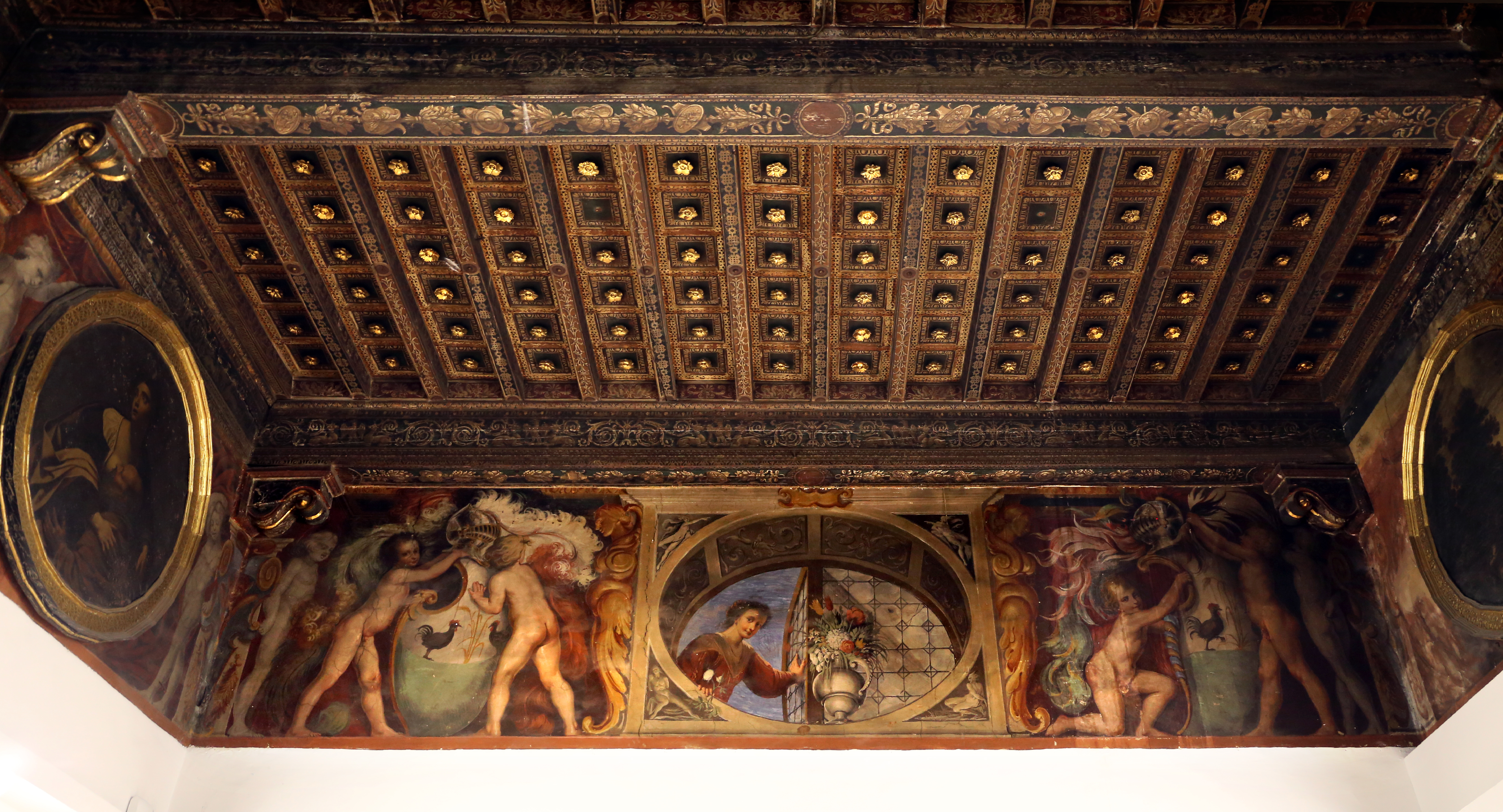
Le Storie del Pasto fido di Baccio del Bianco, 1630-32

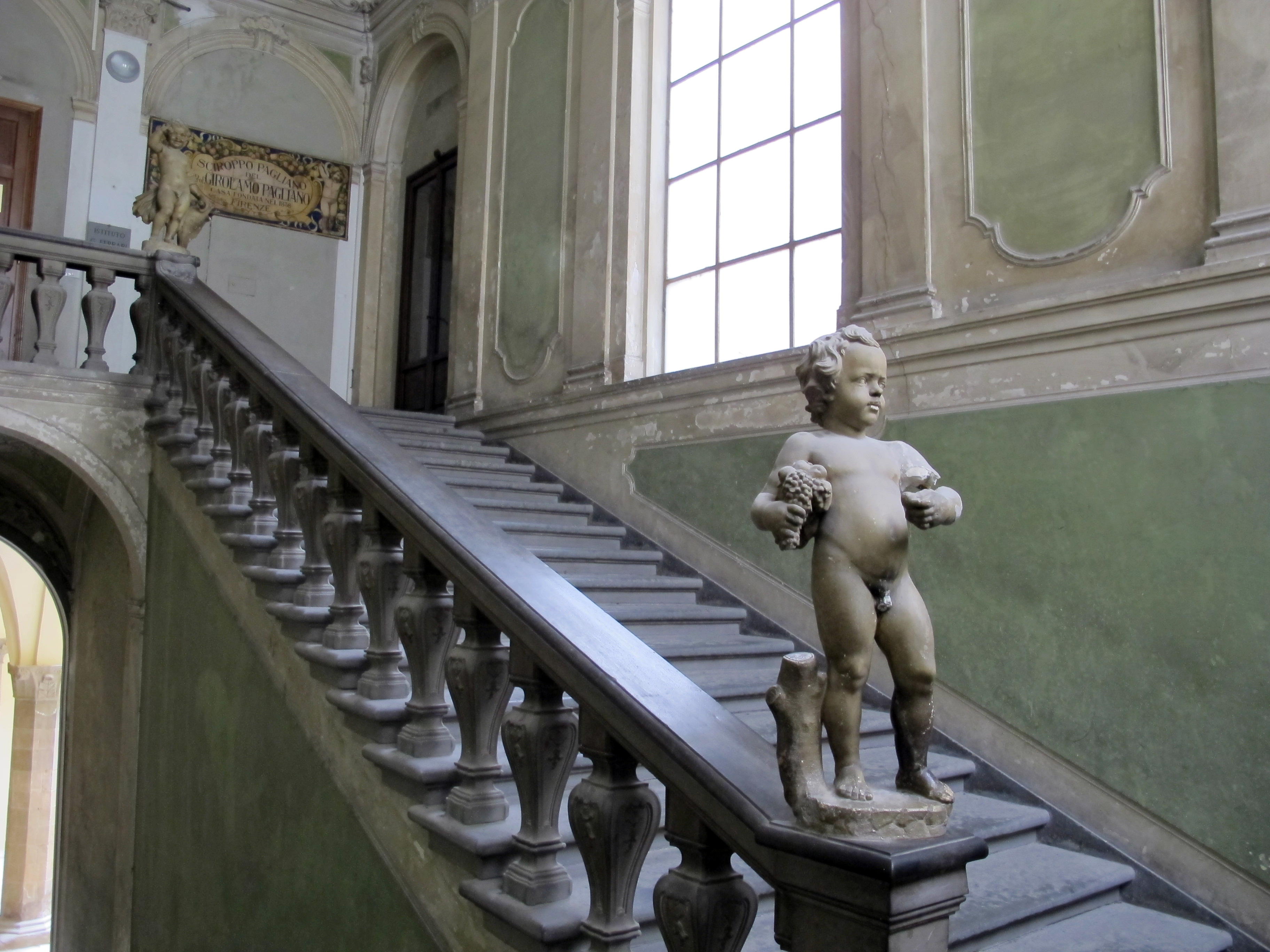
Lo scalone

Il palazzo ha inoltre un affaccio su Borgo degli Albizi 23. Questa porzione sorge nel luogo di due case corte mercantili medioevali, unificate nelle forme attuali nei primi decenni del Cinquecento. Sicuramente nella prima metà del Settecento era stato unito alle proprietà dei Galli Tassi, come documenta un cabreo del 1753 pubblicato da Gian Luigi Maffei. Sviluppato su sei assi, il palazzo su questo lato presenta i consueti caratteri propri dell'architettura fiorentina del primo Cinquecento, con finestre e portali incorniciati da bugne di pietra. Al centro della facciata, sotto il secondo ricorso, è uno scudo con l'arme della famiglia Valori (di nero, all'aquila dal volo abbassato d'argento, seminata di crescenti del campo).

## Bibliografia

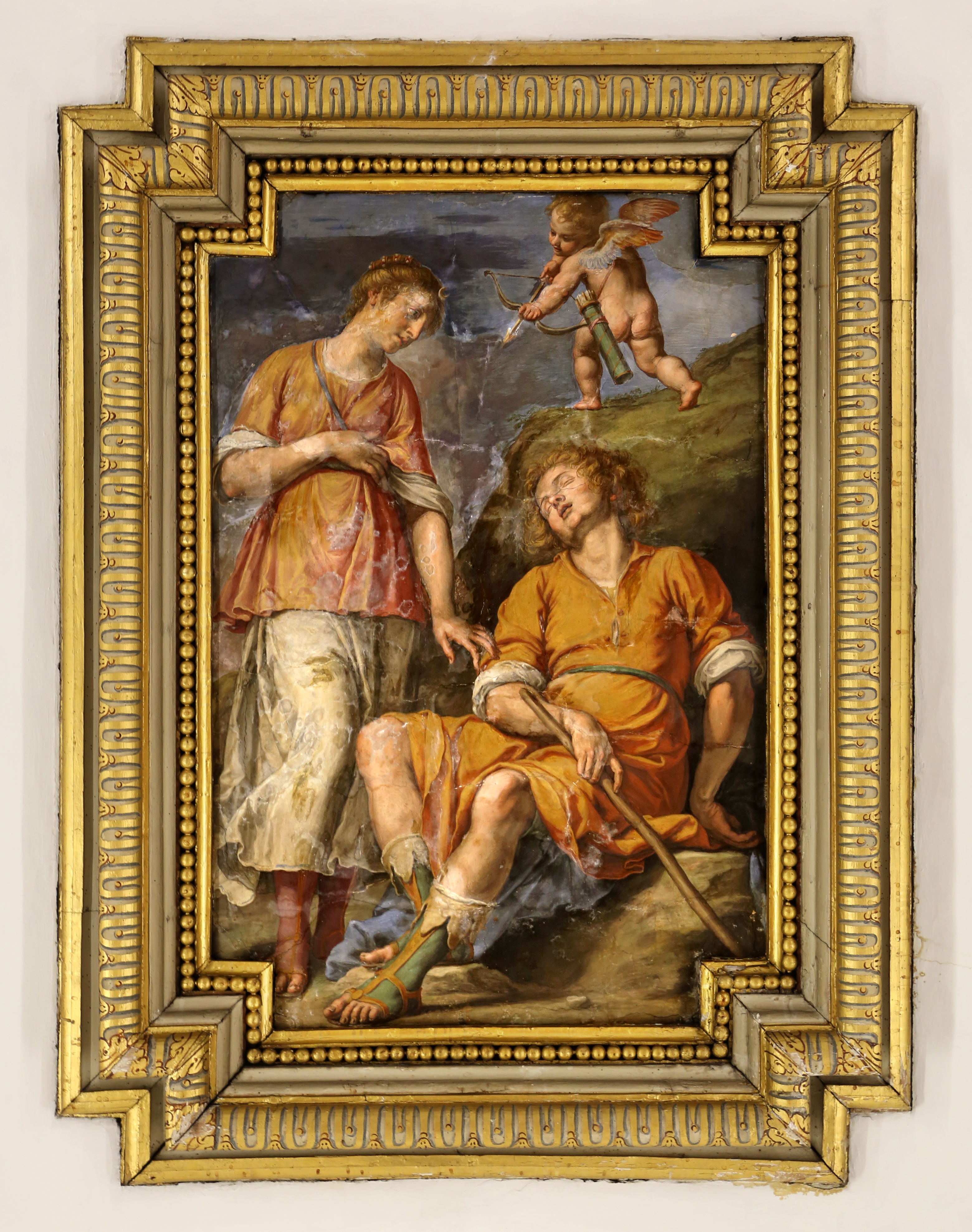
Ottavio Vannini, Selene e Endimione, 1632

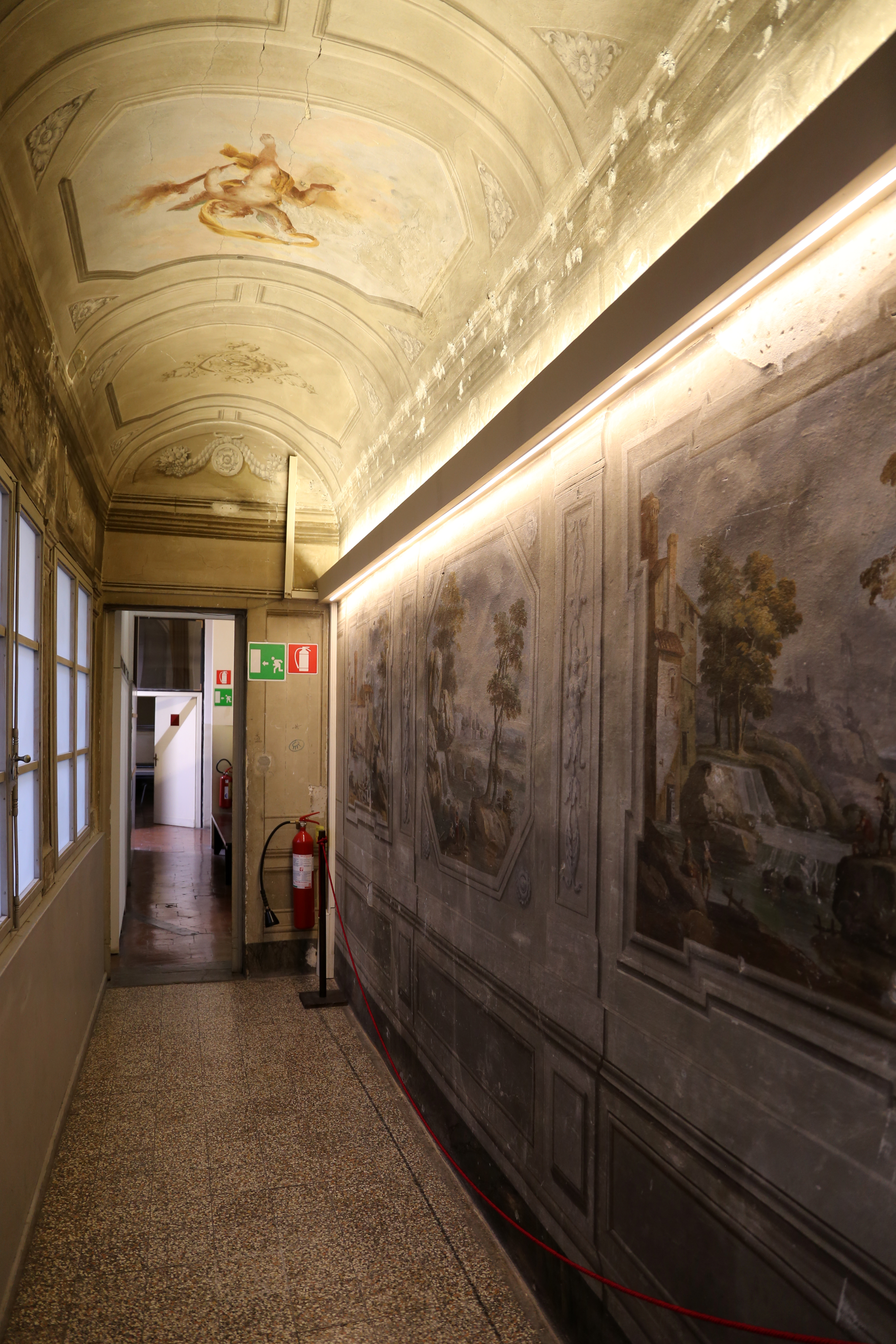
La galleria dei paesaggi